# Механик (фильм, 1972)
«Механик» — фильм режиссёра Майкла Уиннера.
В 2011 году режиссер Саймон Уэйст снял ремейк фильма с Джейсоном Стейтемом в главной роли.

## Сюжет
Главный герой — наёмный убийца по прозвищу Механик, хладнокровный и изобретательный. По поручению некой организации совершает за солидный гонорар убийства, выдавая их за несчастные случаи. Без разрешения берёт себе в помощники сына своего друга — за что и поплатится…
В Неаполе, куда они отправились вдвоём для выполнения очередного задания, приготовлена ловушка.
Еле уйдя от погони, компаньоны собираются на родину. В гостиничном номере молодой напарник подсыпет яд своему новому коллеге и занимает его место в преступной иерархии.
Вернувшись домой, он погибает от взрыва бомбы, оставленной предусмотревшим подобное Механиком в автомобиле.

## В ролях
| Актёр            | Роль               |
| ---------------- | ------------------ |
| Чарльз Бронсон   | Артур Бишоп        |
| Ян-Майкл Винсент | Стив МакКенна      |
| Кинан Уинн       | Гарри Маккина      |
| Джилл Айрленд    | девушка            |
| Линда Риджуэй    | Луиза              |
| Фрэнк де Кова    | человек            |
| Джеймс Девидсон  | стажёр             |
| Линдси Кросб     | полицейский        |
| Стив Винович     | приглашённый гость |
| Такаюки Кубота   | Ямота              |